# Ходов, Владимир Анатольевич
Влади́мир Анато́льевич Хо́дов (также известный как Абду́лла; 9 октября 1976, Бердянск, Украинская ССР, СССР — 3 сентября 2004, Беслан, Северная Осетия — Алания, Россия) — российский террорист, приверженец ваххабизма. Один из командиров террористов, захвативших заложников в школе № 1 города Беслана в сентябре 2004 года. 
Находившийся в розыске за изнасилование Владимир Ходов, приняв ислам под влиянием младшего брата, примкнул к чеченским сепаратистам в начале 2000-х годов и прошёл подготовку в одном из лагерей боевиков. После завершения курса обучения Ходов напрямую участвовал в организации и осуществлении ряда терактов, направленных против военнослужащих, сотрудников правоохранительных органов и мирного населения на территории Северной Осетии и Ингушетии, включая подрыв автомобиля во Владикавказе и поезда на железнодорожном перегоне возле села Эльхотово в феврале — мае 2004 года и рейд на Назрань в июне того же года. В составе группы террористов Ходов совершил нападение на школу в Беслане во время праздничной линейки, посвящённой началу учебного года, и после почти трёхдневного противостояния банды властям был убит сотрудниками ЦСН ФСБ в ходе операции по освобождению заложников.

## Ранние годы
Владимир Ходов (урождённый Самошкин) родился 9 октября 1976 года в городе Бердянске Запорожской области Украинской ССР. Его матерью была медсестра Александра Самошкина, уроженка Воронежской области; отец неизвестен.
В 1979 году Александра вышла замуж за инженера Анатолия Ходова. Вместе они переехали в осетинское село Эльхотово, где мать Ходова поступила на работу медсестрой в местную больницу, а его отчим стал электриком колхоза «Кавказ». Анатолий Ходов усыновил Владимира; год спустя в семье родился второй сын — Борис. Владимир Ходов рос болезненным и необщительным ребёнком; в школе его любимыми предметами были русский язык и литература. Во время каникул он ездил в Бердянск к своему деду; после смерти последнего в середине 1990-х годов его квартира в доме № 18 на улице Свободы перешла по наследству к Владимиру.
Когда в 1996 году Борис Ходов был приговорён к восьми годам лишения свободы за убийство соседа, Владимир стал часто навещать младшего брата в тюрьме. Во время одного из таких визитов Ходов совершил изнасилование в Майкопе и был впервые объявлен в федеральный розыск.
В 2000 году Владимир Ходов в последний раз посетил Бердянск; своим знакомым он признался, что после отбытия срока за изнасилование начал ненавидеть женщин, и намекнул, что теперь предпочитает мужчин. По другим данным, в этот период Ходов служил в армии.

## В рядах кавказского бандподполья
Под влиянием младшего брата Ходов принял ислам и прошёл обучение в одном из медресе города Черкесска. Позднее в Адыгее он стал приверженцем ваххабизма и примкнул к незаконным вооружённым формированиям. По оперативным данным, вначале Владимир Ходов состоял в отряде Руслана Гелаева, где выполнял обязанности повара; затем он перешёл в бандгруппу, подчинявшуюся Ильясу Горчханову. В конце 2002 года Ходов прибыл на тренировочную базу боевиков под названием «Талибан», которая располагалась на территории заброшенного пионерского лагеря возле ингушского села Галашки. В лагере новобранцев обучали обращению с оружием и взрывчаткой; там Ходов взял себе кличку «Абдулла». Во время обучения на тренировочной базе «Талибан» Ходов подружился с карачаевцем Анзором Ижаевым — террористом-смертником, взорвавшим бомбу в московском метро в феврале 2004 года.
В июле 2003 года Владимир вернулся в Эльхотово на похороны своего брата. Борис Ходов, освобождённый из тюрьмы в начале того же года, попытался похитить свою односельчанку Светлану Габисову, чтобы жениться на ней против её воли. Когда Борис появился у дома Габисовых с пистолетом, один из братьев Светланы в потасовке выхватил у него оружие и застрелил его. Владимир явился на похороны брата, одетый в платье и молельную шапочку; он резко воспротивился желанию жителей села похоронить Бориса по христианскому обряду, вытащил его тело из гроба и забрал с собой, чтобы организовать погребение по предписаниям ислама. Во время поминок Владимир попытался перевернуть столы с алкоголем, угрожая расстрелять собравшихся за нарушение норм исламской веры.
После завершения в октябре 2003 года курса обучения на базе боевиков под Галашками Владимир Ходов был направлен в Северную Осетию с целью организации терактов. 3 февраля 2004 года во Владикавказе в припаркованном у одного из городских банков автомобиле был подорван 120-мм артиллерийский снаряд. В момент взрыва мимо заминированной машины проезжал грузовик с курсантами училища внутренних войск; случайная прохожая погибла на месте, а один из курсантов был тяжело ранен и скончался в больнице на следующий день. В числе десятка раненых был и годовалый ребёнок. Правоохранительным органам быстро удалось установить прямую причастность Ходова к этому преступлению: его зафиксировали камеры наружного наблюдения.
Следующим терактом, ответственность за который нёс Ходов, был подрыв поезда «Москва — Владикавказ» в районе станции Эльхотово 29 мая 2004 года. В 7 часов 27 минут утра под двумя вагонами поезда сдетонировали взрывные устройства, мощность которых составила 800 г в тротиловом эквиваленте; в результате взрыва из 18 вагонов 10 сошли с рельсов. На этом участке поезд шёл на маленькой скорости из-за небольшого расстояния между станциями, и поэтому жертв удалось избежать.
Владимир Ходов участвовал в налёте боевиков на Назрань в ночь с 21 на 22 июня 2004 года. Он командовал одной из боевых групп, которая должна была взять штурмом здание РОВД и захватить хранившееся внутри оружие.
По воспоминаниям жителей Эльхотово, летом 2004 года Ходов жил в селе по месту прописки, не скрываясь от сотрудников милиции даже несмотря на то, что был объявлен в розыск. У Владимира не было работы, и он проводил дни, молясь в мечети. Своим соседям Ходов говорил, что в будущем мечтает стать муллой, а также отправиться на хадж в Мекку.

### Захват заложников в школе № 1 г. Беслана
Владимир Ходов был одним из командиров боевиков, которые захватили заложников в школе № 1 города Беслана 1 сентября 2004 года. Во время захвата школы он был ранен в руку. Попавшая в заложники врач Лариса Мамитова перевязала Ходову рану, а также оказала медицинскую помощь другому раненному при захвате боевику.
Под командованием Ходова находилась группа террористов, осуществлявшая контроль над заложниками в спортзале школы. В первый день захвата он лично отобрал мужчин из числа заложников и приказал им баррикадировать здание.
Многие выжившие заложники отмечали особую жестокость Владимира Ходова. По их показаниям, он неоднократно издевался над женщинами и детьми: в частности, Ходов заставлял их прикладывать к головам кисти рук, имитируя заячьи уши, и подолгу находиться в этой позе. Когда заложники начинали сильно шуметь, Владимир угрожал расстрелять несколько человек, чтобы добиться тишины в зале. На просьбу заложницы Ларисы Кудзиевой выдать бинты для тяжелораненого заложника Вадима Боллоева Ходов ответил отказом в бранной форме, а затем распорядился удалить умирающего Боллоева из спортзала, при этом сказав Кудзиевой, что этот заложник отправляется в «больницу». Кроме того, Ходов бил заложников: Надежду Бадоеву он ударил прикладом за то, что та решила размять затёкшие от многочасового сидения на корточках ноги, вытянув их на полу спортзала. Ходов набросился на выходивших из туалета 10-летних близнецов Аслана и Сослана Токмаевых, учеников четвёртого класса, и избил одного из них.
Заложница Светлана Власова стала свидетельницей разговора Ходова с террористом по имени Ибрагим: Ходов приказал ему расстреливать заложников, если федеральные силы начнут штурм школы, и пригрозил, что лично убьёт его в случае неисполнения приказа.
По данным газеты «Московский комсомолец», мать Ходова Александра Самошкина была привлечена российскими спецслужбами к переговорам с террористами и несколько раз разговаривала с сыном по телефону, пытаясь убедить его освободить заложников. Владимир наотрез отказался удовлетворить просьбу матери и сказал ей, чтобы она ему больше не звонила.
После того, как 2 сентября 2004 года СМИ распространили информацию о том, что в захваченной боевиками школе удерживаются 354 человека (см. подробнее «354 заложника»), взбешённый Ходов потребовал от заложников в спортзале пересчитать друг друга, чтобы установить их точное количество. В тот же день он под страхом смерти запретил заложникам пить воду из умывальников.
Когда 3 сентября 2004 года в спортзале произошли взрывы, Владимир Ходов вместе с другими террористами стал перегонять выживших заложников в школьную столовую. В столовой Ходов принуждал женщин и детей становиться на подоконники и отстреливался из-за их спин, используя заложников в качестве «живого щита». По воспоминаниям заложницы Надежды Гуриевой, в тот момент, когда спецназовцам удалось сорвать решётку с окна школьной столовой, Ходов открыл огонь по находившимся в помещении людям, расстреляв двоих детей из пулемёта.
В ходе штурма Ходов был убит; его труп был обнаружен в актовом зале на втором этаже здания.
В начале ноября 2004 года в газете «Комсомольская правда» была опубликована статья, в которой утверждалось, что спецназу удалось взять Ходова живым, однако в дальнейшем эта версия была опровергнута. По словам заместителя Генерального прокурора РФ Владимира Колесникова, среди убитых в школе террористов Владимир Ходов был опознан самым первым; его личность была установлена как в ходе следствия, так и в результате дактилоскопической экспертизы.
В первую годовщину захвата бесланской школы № 1 лидер чеченских боевиков Шамиль Басаев выступил с заявлением, в котором утверждал, что Ходов являлся агентом российских спецслужб. По словам Басаева, Ходов признался ему в том, что был заброшен к боевикам с целью внедрения; Басаев затем предложил Ходову стать двойным агентом и использовать эту ситуацию для осуществления теракта в Беслане. Однако данные утверждения были категорически отвергнуты представителями правоохранительных органов: в частности, помощник замгенпрокурора в Южном федеральном округе Сергей Прокопов назвал заявление Шамиля Басаева «бредовым» и «не соответствующим фактическим материалам уголовного дела по Беслану».